# سيد بينتون
سيد بينتون (بالإنجليزية: Sid Benton)‏ هو لاعب كرة قاعدة أمريكي، ولد في 4 أغسطس 1894 في بوكنر في الولايات المتحدة، وتوفي في 8 مارس 1977 في فايتفيل في الولايات المتحدة.

## وصلات خارجية
- سيد بينتون على موقعبيزبول رفرنس.كوم (الدوري الرئيسي) (الإنجليزية)
- سيد بينتون على موقعبيزبول رفرنس.كوم (الدوري الثانوي) (الإنجليزية)
- سيد بينتون على موقع مشجعي الرسوم البيانية (الإنجليزية)